# 青木亮貫

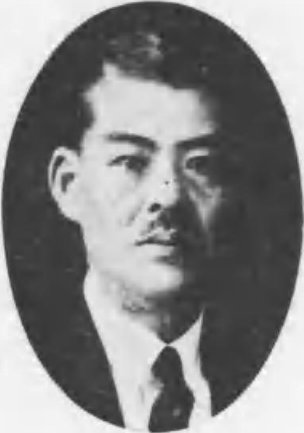
青木亮貫

青木 亮貫（あおき りょうかん、1875年（明治8年）7月15日 - 1941年（昭和16年）8月4日）は、日本の衆議院議員（立憲民政党）、医師。

## 経歴
滋賀県甲賀郡、のちの水口村（水口町を経て現甲賀市水口町）に、士族隠岐貢の五男として生まれ、青木亮運の養子となった。大阪府立高等医学校（現在の大阪大学医学部）で内科と精神科を学び、1904年（明治37年）に卒業した。卒業後は大阪府立高等医学校病理教室助手兼大阪府立病院医員となり、日露戦争に従軍した。その後、日本赤十字社医員を経て、社団法人水口病院院長となった。
1915年（大正4年）に滋賀県会議員に当選し、1926年（大正15年）には水口町長に選ばれた。
1930年（昭和5年）の第17回衆議院議員総選挙に出馬し、当選。当選回数は合計5回を数えた。その間、平沼内閣で鉄道参与官を務めた。